# Iran ai Giochi della XXXIII Olimpiade
L'Iran ha partecipato ai Giochi della XXXIII Olimpiade, svoltisi a Parigi dal 26 luglio all'11 agosto 2024, con una delegazione di 40 atleti, 29 uomini e 11 donne, in 14 discipline.
I portabandiera alla cerimonia di apertura sono stati Mahdi Olfati e Neda Shahsavari.

## Delegazione
| Sport                | Uomini | Donne | Totale |
| -------------------- | ------ | ----- | ------ |
| Arrampicata sportiva | 1      | 0     | 1      |
| Atletica leggera     | 1      | 1     | 2      |
| Canoa/kayak          | 2      | 0     | 2      |
| Canottaggio          | 0      | 3     | 3      |
| Ciclismo             | 1      | 0     | 1      |
| Ginnastica           | 1      | 0     | 1      |
| Lotta                | 11     | 0     | 11     |
| Nuoto                | 1      | 0     | 1      |
| Scherma              | 4      | 0     | 4      |
| Sollevamento pesi    | 2      | 0     | 2      |
| Taekwondo            | 2      | 2     | 4      |
| Tennistavolo         | 2      | 1     | 3      |
| Tiro con l'arco      | 0      | 1     | 1      |
| Tiro                 | 1      | 3     | 4      |
| Totale               | 29     | 11    | 40     |

## Medaglie

### Medagliere per disciplina
| Sport     | Oro | Argento | Bronzo | Totale |
| --------- | --- | ------- | ------ | ------ |
| Lotta     | 2   | 4       | 2      | 8      |
| Taekwondo | 1   | 2       | 1      | 4      |
| Totale    | 3   | 6       | 3      | 12     |

### Medaglie d'oro
| Medaglia | Nome                 | Sport     | Evento                      |
| -------- | -------------------- | --------- | --------------------------- |
| Oro      | Mohammad Hadi Saravi | Lotta     | Greco-romana 97 kg maschile |
| Oro      | Saeid Esmaeili       | Lotta     | Greco-romana 67 kg maschile |
| Oro      | Arian Salimi         | Taekwondo | +80 kg maschile             |

### Medaglie d'argento
| Medaglia | Nome               | Sport     | Evento                      |
| -------- | ------------------ | --------- | --------------------------- |
| Argento  | Alireza Mohmadi    | Lotta     | Greco-romana 87 kg maschile |
| Argento  | Nahid Kiani        | Taekwondo | 57 kg femminile             |
| Argento  | Hassan Yazdani     | Lotta     | Libera 86 kg maschile       |
| Argento  | Mehran Barkhordari | Taekwondo | 80 kg maschile              |
| Argento  | Amir Hossein Zare  | Lotta     | Libera 125 kg maschile      |
| Argento  | Rahman Amouzad     | Lotta     | Libera 65 kg maschile       |

### Medaglie di bronzo
| Medaglia | Nome              | Sport     | Evento                       |
| -------- | ----------------- | --------- | ---------------------------- |
| Bronzo   | Amin Mirzazadeh   | Lotta     | Greco-romana 130 kg maschile |
| Bronzo   | Mobina Nematzadeh | Taekwondo | 49 kg femminile              |
| Bronzo   | Amir Ali Azarpira | Lotta     | Libera 97 kg maschile        |